# Bothriocidaris
Bothriocidaris är det äldsta kända släktet av sjöborrar och förekommer som fossil i avlagringar från yngre ordovicium och äldre silur i Estland.
Bothriocidaris påminner i byggnaden om de nu levande sjöborrarna i släktet Cidaris och avviker från de paleozoiska sjöborrarna i allmänhet, Palechinoidea, genom att skalen endast har 15 rader plåtar, 10 av ambulakralplåtar och 5 av interambulakralplåtar.